# Comuna Haloci, Ujhorod
Haloci (în ucraineană Галоч) este o comună în raionul Ujhorod, regiunea Transcarpatia, Ucraina, formată din satele Batfa, Haloci (reședința) și Pallo.

## Demografie
Componența lingvistică a comunei Haloci
     Maghiară (80,8%)
     Ucraineană (18,07%)
     Rusă (1,04%)
     Alte limbi (0,09%)
Conform recensământului din 2001, majoritatea populației comunei Haloci era vorbitoare de maghiară (80,8%), existând în minoritate și vorbitori de ucraineană (18,07%) și rusă (1,04%).